# ماغي ويل
ماغي ويل (بالإنجليزية: Maggie Will)‏ هي لاعبة غولف أمريكية، ولدت في 22 نوفمبر 1964 في وايتفيل في الولايات المتحدة.

## وصلات خارجية
- ماغي ويل على موقع رابطة لاعبات الغولف المحترفات (الإنجليزية)